# 寺尾ヶ原千本桜公園
寺尾ヶ原千本桜公園（てらおがはらせんぼんさくらこうえん）は、岐阜県関市（旧武儀郡武芸川町）にある公園。
桜の名所であり、岐阜県選定の「飛騨・美濃さくら三十三選」に選ばれている。

## 概略
- 岐阜県道59号北野乙狩線の寺尾峠と寺尾地区の間、約2kmにわたる桜並木であり、約2,000本が植えられている。見ごろは毎年4月上旬から中旬である。
- 桜並木一帯が公園である。駐車場は250台（無料）。
- 桜並木は、1952年（昭和27年）、地元住民により約300本の桜を植樹したのが始まりである。きっかけは1950年（昭和25年）に岐阜バス[1]の路線が運行を開始したことと、太平洋戦争後の平和を願ってという。1969年（昭和44年）に奥長良川県立自然公園の一部に指定されている。

## 所在地
- 岐阜県関市武芸川町谷口字寺尾

## 交通アクセス
- 東海環状自動車道関広見ICより約10km。
- 岐阜バス「美谷学園前」バス停下車、約2.5km。